# Fruitville
Fruitville és una concentració de població designada pel cens dels Estats Units a l'estat de Florida. Segons el cens del 2000 tenia 12.741 habitants.

## Demografia
Segons el cens del 2000, Fruitville tenia 12.741 habitants, 5.176 habitatges, i 3.483 famílies. La densitat de població era de 698,8 habitants/km².
Dels 5.176 habitatges en un 31% hi vivien nens de menys de 18 anys, en un 55,4% hi vivien parelles casades, en un 8,2% dones solteres, i en un 32,7% no eren unitats familiars. En el 25,7% dels habitatges hi vivien persones soles el 9,2% de les quals corresponia a persones de 65 anys o més que vivien soles. El nombre mitjà de persones vivint en cada habitatge era de 2,42 i el nombre mitjà de persones que vivien en cada família era de 2,93.
Per edats la població es repartia de la següent manera: un 23% tenia menys de 18 anys, un 7,1% entre 18 i 24, un 31,3% entre 25 i 44, un 24,1% de 45 a 60 i un 14,4% 65 anys o més.
L'edat mediana era de 39 anys. Per cada 100 dones de 18 o més anys hi havia 91 homes.
La renda mediana per habitatge era de 51.449 $ i la renda mediana per família de 58.300 $. Els homes tenien una renda mediana de 37.620 $ mentre que les dones 30.317 $. La renda per capita de la població era de 25.010 $. Entorn del 4,8% de les famílies i el 4,7% de la població estaven per davall del llindar de pobresa.

## Poblacions més properes
El següent diagrama mostra les poblacions més properes.